# Apples and Oranges
„Apples and Oranges“ je skladba britské rockové skupiny Pink Floyd, která byla ve Spojeném království vydána v listopadu 1967 jako třetí singl kapely. Autorem písně je kytarista a zpěvák Syd Barrett, pro něhož to byl poslední napsaný singl pro Pink Floyd, neboť na jaře 1968 ze skupiny odešel. Singl se v britském hitparádě neumístil.

## Kompozice
Text písně „Apples and Oranges“ pojednává o dívce, kterou vypravěč potkal v supermarketu, podle rozhovoru v časopisu Melody Maker ji Barrett údajně viděl procházet se v Richmondu. Syd Barrett zde byl inspirován svou tehdejší přítelkyní Lynsey Kornerovou, kterou v písni popisuje. Jedná se o jednu z mála skladeb Pink Floyd, která se zaobírá láskou.

## Nahrávání
Nahrávání obou písní ze singlu probíhalo v EMI Studios ve dnech 24., 26. a 27. října 1967. Podle Nicka Masona šlo o „nevyzpytatelnou kompozici, která by se skvěle hodila na album, ale požadavky na šlágr zřejmě nesplňovala“, kvůli nedostatku času ji ale kapela pro singl nahrála. Singl v hitparádě propadl, za což podle Rogera Waterse mohl producent Norman Smith, neboť píseň jako taková byla podle něj skvělá.

## Živé a alternativní verze
Není doložen žádný koncert, kde by Pink Floyd hráli skladbu „Apples and Oranges“. Rovněž bubeník Nick Mason si žádné takové vystoupení nepamatuje.
Píseň „Apples and Oranges“ vyšla jako monofonní singl (na B straně skladba „Paint Box“) pouze ve Spojeném království (katalogové číslo: Columbia EMI DB 8410) dne 17. listopadu 1967. Dále vyšla na kompilacích The Best of the Pink Floyd (1970; stereo mix) a 1967: The First Three Singles (1997) a na bonusovém CD The Early Singles box setu Shine On (1992). Na bonusovém třetím CD reedice alba The Piper at the Gates of Dawn z roku 2007 se tato skladba objevila dvakrát, v mono- i stereo verzi.

## Videoklip
Propagační černobílý videoklip k písni „Apples and Oranges“ byl natočen pro belgickou televizi RTB ve dnech 18. a 19. února 1968 ve studiu s rekvizitami zelinářského obchodu. Na originální zvukovou stopu zde playbackově zpívá Roger Waters, Syd Barrett zde byl již nahrazen Davidem Gilmourem.

## Původní sestava
- Syd Barrett – elektrická kytara, zpěv
- Rick Wright – elektronické varhany, vokály
- Roger Waters – baskytara, vokály
- Nick Mason – bicí, perkuse